# Маглев

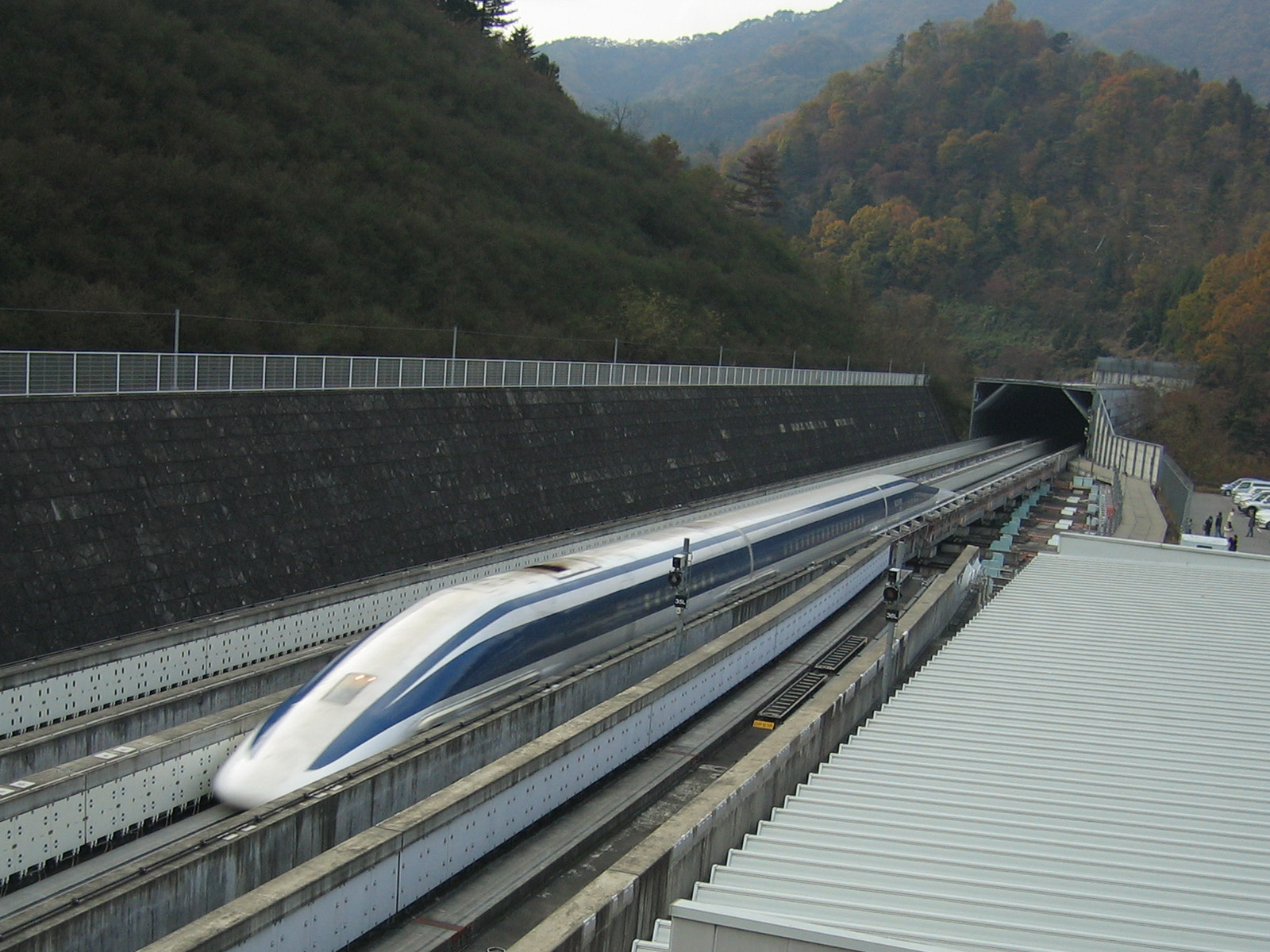
Японський JR-Maglev

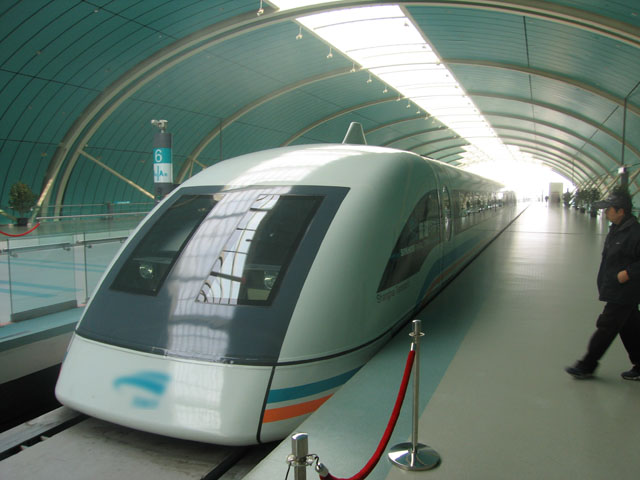
Шанхайський маглев

Маглев або інколи магнітоплан (від англ. Magnetic levitation) — потяг на магнітній підвісці, що приводиться в рух та керується магнітними силами.
Він, на відміну від традиційних поїздів, у процесі руху не торкається поверхні рейки. Оскільки між потягом і напрямною поверхнею є проміжок, сила тертя не діє, і єдиною гальмівною силою є сила аеродинамічного опору. Німецький маглев Трансрапід належить до монорейкового транспорту.
Швидкість, яку розвиває маглев, співмірна зі швидкістю літаків, що дозволяє йому конкурувати з повітряним транспортом на відносно малих, як для авіації, відстанях — до 1000 км. Хоча сама ідея такого транспорту не нова, економічні та технічні обмеження не дозволили їй розвинутися в повній мірі: для публічного використання технологія представлялась всього кілька разів. Нині маглев не може використовувати існуючу транспортну інфраструктуру, хоча є проекти з розташуванням елементів магнітної лінії між рейками звичайної залізниці або під полотном автотраси.

## Історія
Факт про те, що однойменні полюси магніту відштовхуються, відомий з середньовіччя. З того ж часу з'явилася ідея про те, що за допомогою магнітів можна досягти левітації. Найвідомішим прикладом є легенда про труну Магомета, що висить у повітрі за допомогою магнітів у гробниці в Мецці. Також, Джонатан Свіфт у «Подорожах Гуллівера» описав острів Лапуту, що літає завдяки величезному магніту. Втім, в реальності такі системи побудувати не вдавалося. У 1842 році була доведена теорема Ерншоу, згідно якої неможливо створити з магнітів, електричних зарядів і гравітуючих мас конфігурацію, що перебувала б у стійкій рівновазі. Проте, теорема Ерншоу не забороняє динамічну рівновагу, в тому числі — левітацію у змінних магнітних полях.
У 1902 році німецький винахідник Альфред Цеден отримав патент на лінійний двигун, що використовується у сучасних маглевах.
У 1909 році Роберт Годдард висловив ідею потягу на змінному магнітному полі.
У 1912 році американський винахідник французького походження Еміль Башеле отримав патент на левітуючий транспорт, а у 1914 створив діючий прототип. Незалежно від Башеле схожу схему створив Борис Вейнберг у 1911 році. На відміну від Башеле, який використовував електродинамічну підвіску, тобто розміщував магніти під вагонами, Вейнберг використовував електромагнітну, тобто розміщував вагони під магнітами. Вейнберг називав свій винахід трубольотом, оскільки капсула рухалася всередині мідної труби, з якої було відкачане повітря.
Головними перевагами літаючих потягів була швидкість і значно менша кількість обслуговуючого персоналу. Проте, після Першої світової війни обидві ці проблеми були вирішені інакше — автоматизація зменшила потреби у людській роботі для залізничного транспорту, дизельні потяги закрили потреби у швидких пасажирських перевезеннях, а літаки — у поштових.
У 1934 році німецький вчений Герман Кемпер запатентував свій варіант магнітоплану (модель Кемпера також рухалася у трубі), і у 1939 році приступив до будівництва повноцінної лінії. Через війну будівництво було зупинене у 1943 році, проте пізніше робота продовжилася, і у 1953 році Кемпер представив фінальний проєкт, а у 1969 був запущений перший діючий прототип, Transrapid 01 (TR01). Протягом десяти наступних років були створені і випробувані моделі від Transrapid 02 (перший маглев, що перевіз пасажирів, 1971 рік) до Transrapid 05. TR05 був презентований на Міжнародна транспортна виставка 1979 року у Гамбурзі, де курсував по треку довжиною 908 м. За час виставки він перевіз більше 55 тисяч людей, ставши першим магнітопланом, що здійснював регулярні пасажирські перевезення.
У 1984 році у Великій Британії був запущений перший комерційний маглев довжиною 600 м, що пов'язував аеропорт і залізничну станцію у Бірмінгемі.
Паралельно, у США Джеймс Павелл і Гордон Дамбі досліджували можливість магнітної левітації надпровідників. У 1966 році вони отримали патент на високошвидкісний потяг, що працює на цій технології. Розробками Павелла і Дамбі зацікавилися у Японії. У 1972 році там було створено перші прототипи маглеву на надпровідниках LSM200 і ML-100. У 1977 році було створено модель ML-500, яка за два роки змогла досягти швидкості 517 км/год, що стало рекордом. Тести продовжувалися кілька наступних десятиліть, і у 2009 році магнітоплани були схвалено до використання для міжміського сполучення.
Свою версію маглеву розробляли і в СРСР. У 1979 році був створений прототип ТП-01, що їздив по 36-метровій трасі. Були створені ще чотири прототипи, і планувалося побудувати тестову лінію довжиною 3,2 км, що зв'язувала б Єреван і Абовян проте розвал СРСР перекреслив ці плани.

## Технологія

### Підвіска

Схема потягу на електромагнітній підвісці

У наш час існують 2 основні технології магнітної підвіски поїздів:
1.Електромагнітна підвіска (EMS). У цій технології використовується Т-подібне металічне полотно. Бічні поверхні потяга «огортають» полотно, і магніти притягують потяг до нижньої частини перекладини і балансують його з боків. Така технологія є більш простою у виконанні і дозволяє левітувати навіть нерухомий потяг, але має суттєвий недолік: вона менш стабільна при великих швидкостях, через що потребує складніших систем контролю, що підтримують постійну відстань між потягом і полотном. Потяги TransRapid працюють саме на цій технології.

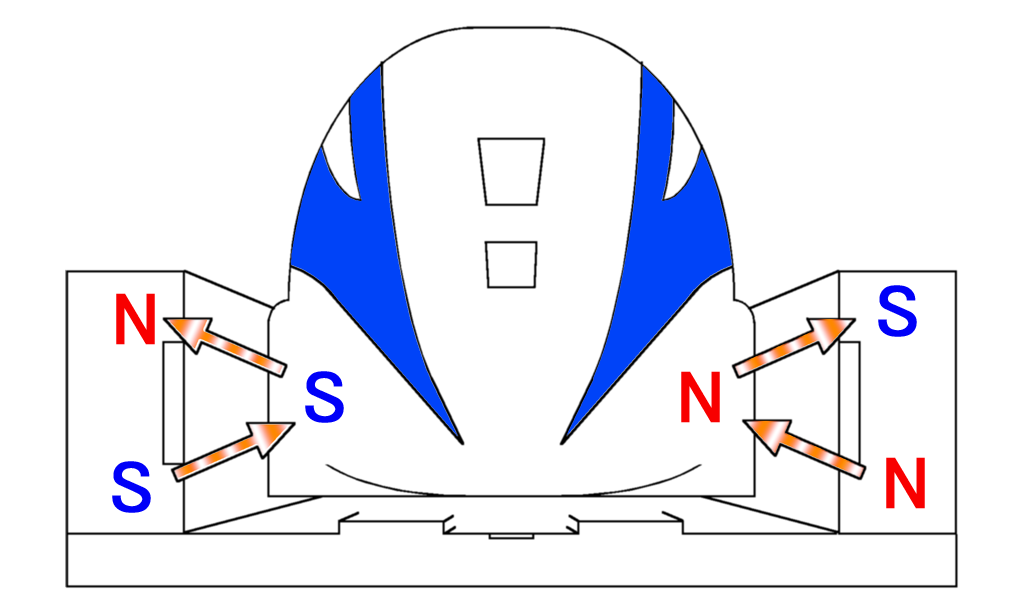
Схема потягу на електродинамічній підвісці

2.Електродинамічна підвіска (EDS). Як відомо, для надпровідників теорема Ерншоу не виконується — вони левітують у магнітному полі постійних магнітів. Через це, такі потяги є значно більш стабільними при великих швидкостях. Серед мінусів такого підходу — висока ціна, пов'язана з тим, що всі відомі надпровідники можуть існувати лише за наднизьких температур, а також проблеми з рухом на малих швидкостях — потяг може підтримуватись у повітрі лише після досягнення деякої критичної швидкості, інакше токи, що утворюються у полотні є недостатніми для підтримки його маси. Через це такі потяги мають обладнуватися колесами або іншими засобами руху на малих швидкостях.

### Двигун

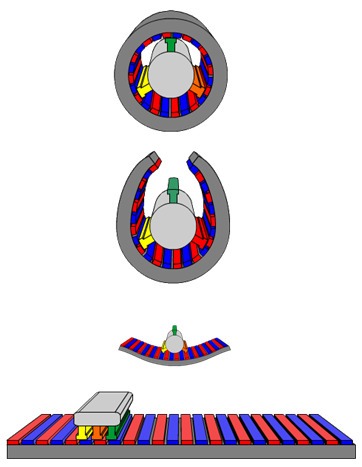
Принципова схема лінійного двигуна

Маглеви не можуть відштовхуватися колесами від землі, тому для їх руху використовуються лінійні двигуни. Такий двигун є аналогічним до звичайних електродвигунів на постійних магнітах, статор якого «розрізано» і розпрямлено. Відповідно, ротор може переміщуватися лише в обмеженій зоні, від початку до кінця полотна і назад. У лінійних двигунах замість термінів статор і ротор використовуються терміни «первинний елемент» для нерухомого полотна і «вторинний елемент» для рухомої частини.

### Переваги
1. Висока швидкість: зараз маглеви можуть розвивати швидкість понад 600 км/год, а китайська China Railway Group заявляє про тестування потягів, що будуть їздити на швидкості 1000 км/год[11].
2. Низький шум — маглеви тихіші за звичайні потяги, через що їх можна використовувати у містах.
3. Безпека — не зважаючи на великі швидкості, шанси на сходження потягу зі шляху значно менші для маглевів.
4. Низька зношуваність — у маглеві значно менше рухомих частин, а тому вони рідше ламаються. Відповідно зменшується ціна експлуатації[10].
5. Енергоефективність — через низьке тертя, втрати енергії при русі маглева значно нижчі, ніж у потяга за тієї ж швидкості[10].
6. Екологічність — маглеви можуть списуватися у повороти зі значно меншим радіусом, а також легко можуть бути підняті над землею, тому технічних обмежень при будівництві шляхів значно менше, і вони можуть бути прокладені так, щоб якнайменше впливати на навколишнє середовище[10].

### Недоліки
1. Висока вартість створення та обслуговування колії — (хоча і менша за будівництво метро)
2. Електромагнітне поле, яке створюється магнітною підвіскою може виявитися шкідливим для бригад потяга та навколишніх мешканців[12].
3. Потрібна складна дорожня інфраструктура. Наприклад, стрілка для маглева являє собою дві ділянки дороги, що змінюють одна одну в залежності від напрямку повороту. Тому малоймовірно, що лінії маглева будуть утворювати розгалужені мережі з розвилками і перетинами.
4. Лінії маглева не можуть поєднуватися з традиційними залізницями — маглев мережа має будуватись з нуля.
5. Не зрозуміла маркетингова ніша маглевів — які саме потреби вони вирішують, з таких, які не можуть бути вирішені літаками і традиційними швидкісними потягами[10].

## Лінії

### Діючі
- Теджонський маглев. Був побудований до Всесвітньої виставки 1993 року. Зараз поєднує Експо парк і Національний музей науки і техніки. Довжина треку — 1 км[13].
- Шанхайський маглев. Найдовша діюча лінія — 30,5 кілометра. Цю відстань потяг проходить за 7 хвилин 20 секунд, розвиваючи максимальну швидкість у 431 км/год. Діє з 2004 року[13].
- Linimo[en] — лінія поблизу японського міста Нагоя. Була побудована до Всесвітньої виставки 2005. Має довжину 8,9 кілометрів і 9 станцій. Максимальна швидкість потяга — 100 км/год. Лінія перевозить більше 16 тисяч пасажирів на добу[13].
- Маглев аеропорту Інчхон — безкоштовний маглев, що поєднує аеропорт і метро. Працює з 2016 року. Довжина треку — 6,1 км. Має 6 станцій. Максимальна швидкість потяга — 110 км/год[13].
- Чанша Маглев — перший маглев повністю розроблений у Китаї (шанхайський маглев використовує німецькі потяги Transrapid). Лінія має довжину 18,55 км і три станції. Максимальна швидкість потяга — 100 км/год. Маглев також поєднує аеропорт і метро. Працює з 2016 року[13].
- Лінія S1 пекінського метрополітену[en] — відкрита у 2017 році. Містить 7 станцій і має загальну довжину 8,25 км. Максимальна швидкість потяга — 110 км/год[13].

### Закриті
- Бірмінгем — лінія довжиною 600 метрів пов'язувала аеропорт і залізничну станцію. Була відкрита у 1984 році, і закрита у 1995 році через постійні збої у електричних системах[14].
- M-Bahn[en] — лінія з трьох станцій довжиною в 1 кілометр, що заповнювала транспортну лакуну, що утворилася після будівництва Берлінського муру. Лінія тестово працювала з 1984 року, а у 1989 році почала перевозити пасажирів. У 1991 році після падіння муру лінія втратила свою доцільність і була закрита[15].

### По країнах
- Кілька ліній плануються до будівництва у США (зараз на рівні проєктування)[16]:
  - Міжміські лінії: Атланта—Чаттануґа, Балтімор—Вашингтон (з подальшою можливістю розширення до Нью-Йорк—Вашингтон), Каліфорнія—Невада (конкретні міста ще не вирішені, ймовірно Лос-Анжелес—Лас-Вегас).
  - Міський громадський транспорт: Гонолулу, Піттсбург, Сан-Дієго
- Венесуела: Каракас—Ла-Гуайра (реалізація малоймовірна)
- Індія: Делі—Мумбаї
- Іран: Тегеран—Мешхед
- Японія: Токіо—Осака
- Китай: Шанхай—Ханчжоу і міська лінія, що поєднує Шанхайський аеропорт і метро.
- Велика Британія: Лондон—Глазго

### Міжнародні
- Пан'європейський коридор IV — високошвидкісна лінія, що поєднує Берлін, Дрезден, Прагу, Відень, Братиславу і Будапешт[16].
- Cascadia Maglev — лінія, що має поєднувати Портленд (США) і Ванкувер (Канада)

### Скасовані
- Swissmetro — запропонований у 1992 році проєкт, що мав пов'язувати Базель, Цюрих, Берн, Лозанну, Женеву і ще кілька великих швейцарських міст. Потяги мали курсувати на швидкості 500 км/год по підземних тунелях з частково відкачаним з них повітрям[17]. У проєкт було інвестовано більше 10 мільйонів доларів, проте у 2009 році його було вирішено закрити[18].
- Мюнхенський маглев — лінія мала протягнутися на 30 км від аеропорту до центру міста. Був розроблений потяг Transrapid 09, що мав курсувати цією лінією. У 2008 році проєкт був закритий через економічну недоцільність[19].
- Маглев Гамбург-Берлін. Лінія довжиною 295 км мала пов'язувати два великих німецьких міста. Проєкт почав реалізовуватися у 1994, а у 2005 році його було закрито, а натомість було вирішено пов'язати міста більш традиційними швидкісними залізницями[20].
- Metrorapid — 80-кілометрова лінія, що мала пов'язувати Дюссельдорф і Дортмунд. Роботи велись з 2000 року, проте у 2003 було вирішено, що звичайна швидкісна залізниця так само вирішить транспортні проблеми, але буде значно дешевшою[20].

## Аварії на маглевах
У липні 2011 два маглеви на швидкості 100 км/год зіткнулися біля міста Веньчжоу, Китай. Загинуло 40 людей, і близько 200 отримали травми.
У вересні 2006 року поблизу німецького містечка Латен, маглев з серії Transrapid на швидкості 170 км/год врізався у вагон ремонтної бригади, що опинився там через помилку диспетчера. В аварії загинули 23 людини і 11 було важко поранено. Цікаво, що навіть у такому жорсткому зіткненні, потяг не зійшов з напрямляючої, як це часто буває зі звичайними потягами.
У серпні 2006 батарея на маглеві у Шанхаї перегрілася і загорілася, через що вагони заповнилися димом. Ніхто не постраждав.